# Elías Capriles
Elías Manuel Capriles Arias (Venezuela, 1948) es un autor venezolano en filosofía, psicología, budismo y otras disciplinas.

## Trayectoria académica
De 1993 al 2003 Elías-Manuel Capriles-Arias ocupó la Cátedra de Estudios Orientales en la Facultad de Humanidades y Educación de la Universidad de Los Andes en Mérida, Venezuela (originalmente adscrita al Decanato y luego al Departamento de Filosofía). Desde entonces hasta su jubilación en diciembre de 2014 estuvo adscrito al Centro de Estudios de África y Asia en la Escuela de Historia de la misma Facultad, en la cual enseñaba Filosofía y materias optativas sobre la problemática de la globalización, las artes orientales y el budismo.
Su trabajo principal es la producción de obras sobre la transformación en todos los planos de la que depende la supervivencia de nuestra especie, la filosofía política, la ontología , la filosofía de la historia, el budismo tibetano, la estética, la psicología, la gnoseología, la sociología, la axiología y otras variadas disciplinas, así como la poesía. Del mismo modo, ha realizado activismo ecológico en el área metropolitana de la ciudad de Mérida. Asimismo, creó y dirigió refugios para sicóticos en India y Nepal, en los cuales se les permitía a los espíritus disturbados atravesar por el proceso natural al que, sin proponérselo conscientemente, se habían iniciado.
Desde temprana edad Elías Capriles se interesó en la transformación de la realidad, tanto social como psicológica. Cuando contaba doce años abandonó la religión en la que fue educado, haciéndose agnóstico y desarrollando ideales sociales igualitaristas, e iniciando una exploración a fondo de las filosofías y las psicologías desarrolladas en Occidente. Alrededor de la edad de dieciséis años leyó acerca de la existencia del budismo zen, el cual según la publicación en cuestión no postulaba la existencia de un dios, de un alma ni de ninguna entidad no perceptible a través de los sentidos, pero cuya práctica permitiría obtener una condición de plenitud y armonía. Esto lo hizo iniciar un proceso que lo llevó a abrazar el budismo, no como un culto, sino como un método para la transformación psicológica a la que aspiraba. En el campo de la psicología, fue influenciado por R. D. Laing, D. Cooper, G. Bateson y otros pensadores afines, por lo cual cuando quien entonces era su compañera atravesó una crisis sicótica, en vez de hacer que recibiera tratamiento psiquiátrico la sacó del país, y luego de la rápida mejoría de aquella trabajaron ambos en Suecia, reuniendo dinero para poder viajar al subcontinente indio.
En India y Nepal Capriles publicó sus primeros trabajos, escritos en lengua inglesa. Del mismo modo, conoció a maestros de la disciplina budista transmitida en el Tíbet conocida como Dzogchén, y luego de recibir las debidas enseñanzas y transmisiones o iniciaciones, se dedicó a la práctica de las mismas en cuevas y cabañas en las alturas de los Himalayas. Después de diez años en el subcontinente indio, una serie de circunstancias forzaron su retorno a Venezuela. En Caracas prosiguió sus estudios universitarios en la Universidad Central de Venezuela , institución que publicó su libro Qué somos y adónde vamos con el contenido de las conferencias que en 1984 y 1985 dictó en Auditorio de la Facultad de Humanidades de dicha casa de estudios. Luego se trasladó a Mérida, donde continuó la escritura de sus obras, alternándola con el activismo ecologista y fundando con activistas de pensamiento afín la Coordinadora Ecológica Arturo Eichler, que pretendía servir de puente para la coordinación de las actividades de los grupos ecologistas de la región destinadas a frenar la contaminación de ríos y territorios, impedir la tala, reforestar y así sucesivamente —pero también dirigir las actividades de los ecologistas más allá de éstos importantes pero limitados proyectos, hacia la transformación radical de la sociedad y el individuo de la que dependen la supervivencia de nuestra especie y la creación de una sociedad igualitaria y frugal en armonía con el resto del ecosistema—. La falta de éxito de este último proyecto lo hizo concentrarse en la escritura, a fin de difundir su proyecto de transformación del individuo y de la sociedad que debería resultar en la regeneración del ecosistema. En 1993, por iniciativa del ilustre profesor Ángel Cappelletti en la Facultad de Humanidades y Educación de la ULA (Universidad de Los Andes) en la ciudad de Mérida, se fundó la Cátedra de Estudios Orientales; Capriles ganó el correspondiente concurso de oposición y pasó a encargarse de la misma. Debido a la conflictividad del Departamento de Filosofía, en 2003 se trasladó al Centro de Estudios de África y Asia, Departamento de Historia Universal, Escuela de Historia, en la misma Facultad y Universidad, donde laboró hasta su jubilación. Aparte de todo esto, Capriles es un instructor de budismo y dzogchén certificado por el maestro Tibetano de dichas disciplinas Chögyal Namkhai Norbu; en este ámbito, ha dictado cursos y dirigido talleres en Venezuela, Perú, España, México y Costa Rica.
Capriles ha publicado muchos libros, artículos académicos, capítulos de libro y así sucesivamente, sobre temas que incluyen la ontología, la filosofía de la historia, la estética, la psicología, la sociología, la filosofía política, la axiología, el budismo, el taoísmo y otras disciplinas, así como poesía. Sus publicaciones incluyen catorce libros publicados en Venezuela, España, Estados Unidos y Nepal (ver la Bibliografía en la sección “Libros”); cinco libros electrónicos colgados en su página Web (Universidad de Los Andes), más de cuarenta artículos académicos en Venezuela, EE.UU., Rusia, Francia, India, España, Italia, Reino Unido y El Salvador (ver la Bibliografía en la sección “Artículos”); y más de una docena de capítulos de libro, entre los cuales ocho en Venezuela, uno en Italia, uno en España, uno en India y otros en proceso de publicación en EE. UU.. Por otra parte, ha sido el curador de la traducción inglesa del libro de Gendün Chöphel Clarifying the Core of Madhyamaka: Ornament of the Thought of Nagarjuna (publicado en Italia), que contiene un estudio preliminar y muchas notas de su autoría, y de la nueva versión en proceso de publicación, en la que comparte créditos con Gendün Chöphel. Del mismo modo, ha co-compilado cuatro libros con trabajos de varios autores en Venezuela (ver la Bibliografía). Capriles considera a Capriles (1989), Capriles (1994), Capriles (2000a), Capriles (2000b), Capriles (2003), Capriles (2004), Capriles (2007a [3 Vols.]), Capriles (2013 [4 vols.]), la Introducción y notas a Chöphel (2005) y sobre todo la versión de este último trabajo en vías de publicación, como los trabajos más importantes que ha publicado hasta ahora.